# NBA Showdown
NBA Showdown (également nommé au Japon NBA Pro Basketball '94: Bulls vs. Suns sur Super Nintendo et NBA Pro Basketball '94 sur Mega Drive et NBA Showdown '94 sur Mega Drive aux États-Unis) est un jeu vidéo de basket-ball sorti en 1994 sur Mega Drive et Super Nintendo. Le jeu a été développé par EA Sports et édité par Electronic Arts.